# Cladocarpus alatus
Cladocarpus alatus är en nässeldjursart som beskrevs av William Robert Jarvis 1922. Cladocarpus alatus ingår i släktet Cladocarpus och familjen Aglaopheniidae. Inga underarter finns listade i Catalogue of Life.